# 圣庞斯 (阿尔代什省)
圣蓬斯（法語：Saint-Pons，法語發音：[sɛ̃ pɔ̃s]）是法国阿尔代什省的一个市镇，属于拉让蒂耶尔区。

## 地理
圣庞斯（44°35'37"N, 4°34'36"E）面积16.5 平方千米，位于法国奥弗涅-罗讷-阿尔卑斯大区阿尔代什省，该省份为法国东南部内陆省份，北起顺时针与卢瓦尔省、伊泽尔省、德龙省、沃克吕兹省、加尔省、洛泽尔省和上盧瓦爾省接壤。
与圣庞斯接壤的市镇（或旧市镇、城区）包括：阿尔巴拉罗迈讷、贝尔泽姆、夸龙地区圣吉内、圣让勒桑特尼耶、索特尔。
圣庞斯的时区为UTC+01:00、UTC+02:00（夏令时）。

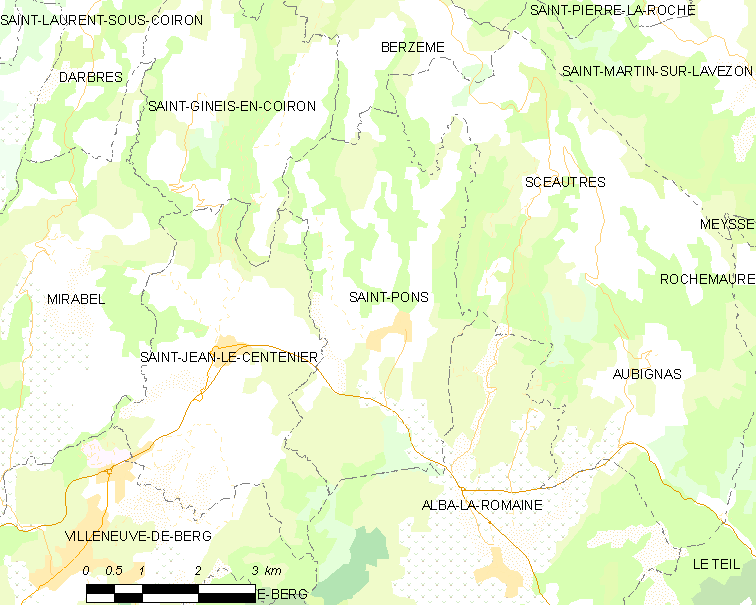
圣庞斯的OSM定位图

## 行政
圣庞斯的邮政编码为07580，INSEE市镇编码为07287。

## 政治
圣庞斯所属的省级选区为贝尔-埃尔维县。

## 人口

1962-2008年间圣庞斯人口变化图示

圣庞斯于2022年1月1日时的人口数量为302人。